# Deyeuxia
Deyeuxia là một chi thực vật có hoa trong họ Hòa thảo (Poaceae).

## Loài
Chi Deyeuxia gồm các loài: